# 长春市清真寺
长春市清真寺又称长通路清真寺，位于长春市南关区长通路清真寺胡同内，是长春创建最早、规模最大的伊斯兰教寺院，吉林省重点保护和开放的清真寺之一，为吉林省和长春市伊斯兰教协会所在地。该寺是长春市现存最早的宗教建筑，被定为吉林省文物保护单位。

## 历史沿革
- 1824年(清道光四年)，当地回民捐资于城内东三道街创建清真寺。
- 1852年(清咸丰二年)，迁至现址重建。
- 1864年(清同治三年)，加以扩建。
- 1919年，再次扩建，设施日益完善[2]。
- 1954年，政府出资修缮。
- 1979年，文革期间占用寺院的市101中学迁出，政府拨款修缮。
- 1985年，寺院被定为长春市重点文物保护单位。
- 1987年，寺院升格为吉林省文物保护单位。
- 2004年，政府拨款进行全面修缮[3]。

## 建筑及设施
寺院现占地面积逾一万六千平方米，寺内古木参天，院中原有“九龙榆”一株，建筑群落属清代古典建筑风格。寺院有山门、勾连搭式礼拜殿、望月楼（后窑殿）、对厅、教长室等主要建筑。山门为硬山筒瓦屋面，一大二小的山门形式是地方特色。礼拜大殿面积653平方米，可容五六百人聚礼，殿身部分为三勾连搭形式，前两节为卷棚，后一节为硬山。望月楼为砖木结构三重檐六角攒尖顶，高32米。建筑群内的彩画，木雕，砖雕充满伊斯兰和地方特色。
此外清真寺还设有民主管理委员会、市回族婚姻介绍所和回族殡葬服务站。每逢伊斯兰教盛大节日，各族穆斯林都会来到这里举行庆祝活动。